# Requin grande-gueule
Megachasma pelagios
Famille
Genre
Espèce
Statut de conservation UICN

 LC  : Préoccupation mineure
Le requin grande-gueule (Megachasma pelagios) est une espèce rare de requins, seul membre vivant de la famille des Megachasmidae et, en particulier, seule espèce vivante du genre Megachasma. Depuis sa découverte en 1976, seulement quelques spécimens ont été recensés, avec 117 individus en 2017.
Comme le requin-baleine et le requin pèlerin, il nage avec sa bouche grande ouverte pour filtrer de l'eau et capturer le plancton et les méduses. Pour suivre ses proies, il demeure à plusieurs centaines de mètres de profondeur la journée pour migrer vers la surface la nuit. Il fréquente les eaux tropicales du monde entier, le long du plateau continental.
L'Union internationale pour la conservation de la nature (UICN) la classe comme espèce de préoccupation mineure.

## Description
Comme son nom l'indique, le requin grande-gueule a une énorme tête, mesurant la moitié de la longueur du corps avec une gueule pouvant mesurer un mètre de long et affublée de nombreuses petites dents. Le pourtour de sa cavité buccale et sa lèvre supérieure possèdent des marbrures argentées. Sa livrée est uniformément noirâtre. Sa nageoire caudale est asymétrique avec un grand lobe supérieur. Il mesure en moyenne 5,20 m pour un poids de 750 kg, mais pourrait atteindre jusqu'à 6 m pour plus de 1 200 kg,.

## Biologie
En raison du peu de spécimens observés, les scientifiques ignorent sa biologie, notamment son comportement sexuel. Il est ovovivipare ; les jeunes requins se développent dans les œufs qui restent dans le corps de la mère jusqu'à ce qu'ils éclosent.
Il effectue une migration verticale : la journée il vit entre 300 et 1 100 m, puis remonte la nuit tombée, entre 0 et 500 m. Ce requin se nourrit essentiellement de plancton et méduses, occasionnellement de petits poissons. De manière générale, il semblerait qu’il se nourrisse en nageant lentement la bouche ouverte pour filtrer ses proies. Les chercheurs pensent que ses lèvres hébergent des micro-organismes bioluminescents qui attirent le plancton.

## Étymologie et dénomination
Megachasma vient du grec μέγας (mégas), « grand », et χάσμα (khásma), « trou béant, bouche ouverte ».
L’épithète spécifique pelagios vient pour sa part du grec πελάγιος (pelágios), « marin ».

## Taxinomie
Le premier spécimen fut capturé le 15 novembre 1976 au large des côtes de Kaneohe à Hawaï quand il est venu s'empêtrer dans l'ancre flottante d'un navire de la marine américaine. Il fut présenté par Leighton Taylor comme un nouveau type totalement inconnu de requin, rivalisant avec la découverte du cœlacanthe comme la plus sensationnelle découverte en ichtyologie du XXe siècle. Ces caractéristiques uniques ont conduit Taylor, Compagno et Struhsaker à le classer dans sa propre famille (Megachasmidae), mais certains scientifiques suggèrent qu'il pourrait appartenir à la famille Cetorhinidae dont le requin pèlerin est actuellement le seul membre. L'ichtyologiste japonais Kazuhiro Nakaya a été chargé de disséquer le 7e exemplaire repêché.

## Répartition géographique

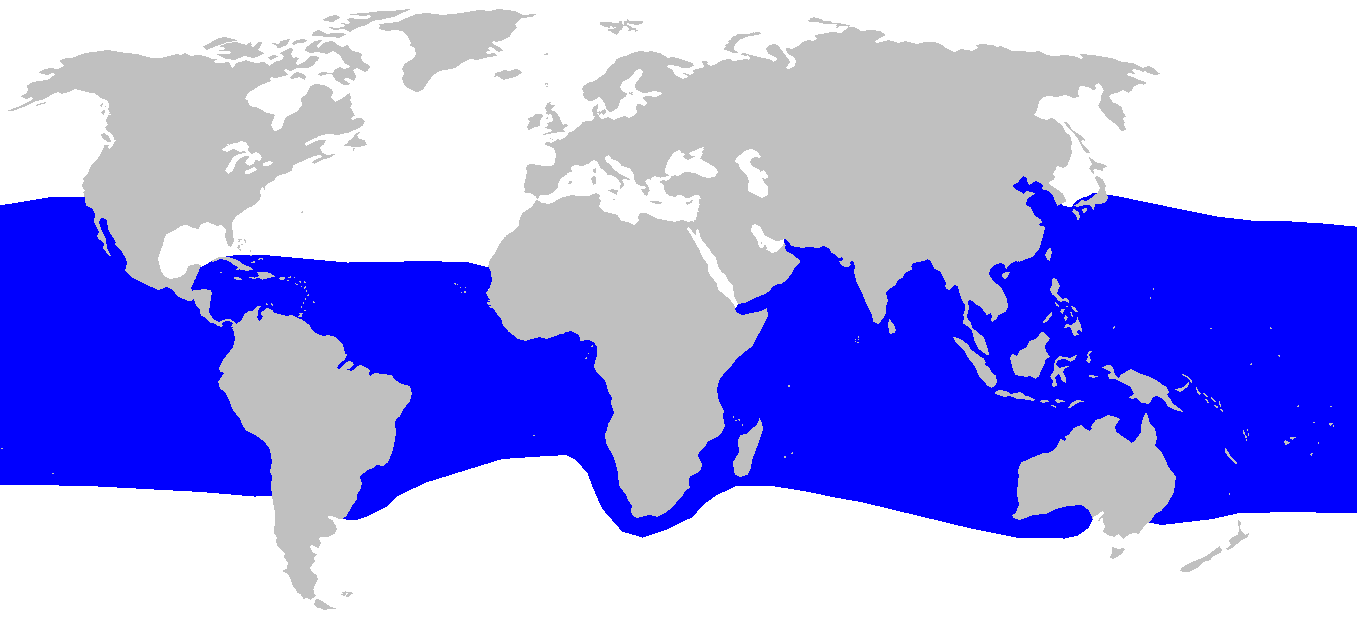
Répartition géographique du requin grande-gueule.

Le requin grande-gueule fréquente probablement les eaux circumpolaires tropicales[Quoi ?] du monde entier, le long du plateau continental.
En décembre 2018, seuls 124 spécimens avaient été capturés ou observés, dans le Pacifique, l'Atlantique et l'océan Indien. Le Japon et Taiwan ont tous donné plus de 10 spécimens, la plupart dans une seule région. Des spécimens ont également été pêchés au large d'Hawaii, de la Californie, du Mexique, des Philippines, de l'Indonésie, de l'Australie, du Brésil, du Sénégal, de l'Afrique du Sud et de l'Équateur.
Le 30 mars 2009, au large de l'île de Burias aux Philippines, un spécimen de 4 mètres pour 500 kg est mort en se débattant dans le filet d'un pêcheur et a ensuite été emmené à proximité de Donsol, dans la province de Sorsogon, où il a été examiné par les scientifiques, avant d'être débité et vendu.
Le 12 juin 2011, un jeune mâle de 3 m a été trouvé mort par des pêcheurs à proximité de la Basse-Californie, sur la côte ouest de la péninsule, dans une région appelée Bahía de Vizcaino. Il a été pêché par le même navire qui, en 2006, avait capturé un autre spécimen dans la baie de Vizcaino, ce qui a conduit les scientifiques mexicains à penser que le requin grande-gueule pourrait être un visiteur saisonnier de la péninsule de Baja. Un nouveau spécimen a été prélevé à Ensenada, au Mexique, où il a été photographié et disséqué pour que les chercheurs mexicains puissent étudier la structure de ses muscles et de ses branchies. En 2013, le requin grande-gueule a été filmé dans son milieu naturel pour la première fois au large du Japon par Tsunemi Kubodera.